# Kanton Saint-Hilaire
Der Kanton Saint-Hilaire war bis 2015 ein französischer Wahlkreis im Département Aude in der Region Languedoc-Roussillon. Er umfasste 14 Gemeinden im Arrondissement Carcassonne; sein Hauptort (frz.: chef-lieu) war Saint-Hilaire. Die landesweiten Änderungen in der Zusammensetzung der Kantone brachten im März 2015 seine Auflösung.
Der Kanton war 180,45 km2 groß und hatte 3199 Einwohner (Stand 2012).

## Gemeinden
| Gemeinde             | Einwohner (Stand: 2022) | Code postal | Code Insee |
| -------------------- | ----------------------- | ----------- | ---------- |
| Belcastel-et-Buc     | 60                      | 11580       | 11029      |
| Caunette-sur-Lauquet | 11                      | 11250       | 11082      |
| Clermont-sur-Lauquet | 30                      | 11250       | 11094      |
| Gardie               | 128                     | 11250       | 11161      |
| Greffeil             | 94                      | 11250       | 11169      |
| Ladern-sur-Lauquet   | 257                     | 11250       | 11183      |
| Pomas                | 645                     | 985         | 11293      |
| Saint-Hilaire        | 713                     | 11250       | 11344      |
| Saint-Polycarpe      | 160                     | 11300       | 11364      |
| Verzeille            | 457                     | 11250       | 11408      |
| Villardebelle        | 61                      | 11580       | 11412      |
| Villar-Saint-Anselme | 117                     | 11250       | 11415      |
| Villebazy            | 140                     | 11250       | 11420      |
| Villefloure          | 157                     | 11570       | 11423      |

## Bevölkerungsentwicklung
| 1962 | 1968 | 1975 | 1982 | 1990 | 1999 | 2006 | 2012 |
| ---- | ---- | ---- | ---- | ---- | ---- | ---- | ---- |
| 2426 | 2671 | 2518 | 2442 | 2567 | 2724 | 2925 | 3199 |